# Cukanow
Cukanow (ros. Цуканов) – chutor w zachodniej Rosji, w sielsowiecie olchowskim rejonu chomutowskiego w obwodzie kurskim.

## Geografia
Miejscowość położona jest nad rzeką Tiwienka, 7,5 km od centrum administracyjnego sielsowietu olchowskiego (Olchowka), 17,5 km od centrum administracyjnego rejonu (Chomutowka), 109 km od Kurska.
W granicach miejscowości znajduje się 15 posesji.

## Historia
Do czasu reformy administracyjnej w roku 2010 chutor Cukanow wchodził w skład sielsowietu nadiejskiego, który w tymże roku został (wraz z sielsowietami niżnieczupachińskim i bolszealeszniańskim) włączony w sielsowiet olchowski.

## Demografia
W 2010 r. miejscowość zamieszkiwało 21 osób.